# Tifón Francisco (2013)
El tifón Francisco, conocido en las Filipinas como: tifón Urduja (designación internacional:1327, designación JTWC:26W), fue un poderoso tifón que, según el Centro Conjunto de Advertencia de Tifones, alcanzó la categoría cinco en la escala de huracanes de Saffir-Simpson. La vigésimo quinta tormenta nombrada y el décimo tifón de la temporada de tifones del Pacífico de 2013, el Francisco, se formó el 16 de octubre al este de Guam de un área preexistente de convección. Encontrándose en condiciones favorables, se intensificó rápidamente a tormenta tropical antes de pasar al sur de Guam. Luego de desplazarse al suroeste de la isla, el Francisco giró al noroeste en un ambiente de aguas cálidas y cizalladura vertical de viento débil, convirtiéndose en tifón. La JTWC lo promovió al estatus de supertifón el 18 de octubre, mientras que la Agencia Meteorológica de Japón (JMA) estimó sus vientos máximos sostenidos en 10 minutos de 195 km/h (120 mph, 105 nudos). Iniciado su debilitamiento gradual y después de girar al noreste, el Francisco se degradó a tormenta tropical el 24 de octubre. Luego de pasar al sureste de Okinawa y el territorio de Japón, la tormenta aceleró y se convirtió en ciclón extratropical el 26 de octubre, disipándose a finales de aquel día. El nombre Francisco fue aportado por Estados Unidos y se refiere a un nombre propio común, de origen español, en las islas Marianas.
En Guam y el resto de las islas Marianas del Norte, el Francisco produjo ráfagas de vientos de tormenta tropical, lo suficientemente intensos para derribar algunos árboles y causar $150.000 (2013 USD) en daños. El tifón también provocó lluvias torrenciales en Guam, con acumulaciones de 201 milímetros en Inarajan. Después, el Francisco trajo ráfagas de vientos y lluvias dispersas a Okinawa. En la prefectura de Kagoshima, 3.800 casas se quedaron sin el servicio de energía eléctrica, mientras que se emitió un aviso de evacuación por toda la isla de Izu Ōshima después que el tifón Wipha provocara un mortífero deslave una semana antes. Las lluvias en Japón acumularon 680 milímetros en Niyodogawa, Kōchi en Shikoku.

## Historial meteorológico
A finales del 15 de octubre de 2013, un área de convección persistió a 750 kilómetros al este-noreste de Guam. Inicialmente el sistema se encontraba en un área de cizalladura de viento moderada, aunque las condiciones gradualmente mejoraron para una ciclogénesis tropical. A las 12:00 UTC del 15 de octubre, la Agencia Meteorológica de Japón (JMA por sus siglas en inglés) afirmó que una depresión tropical se formó a 450 kilómetros al este de Guam. Unas pocas horas después, el Centro Conjunto de Advertencia de Tifones (JTWC por sus siglas en inglés) emitió una Alerta de Formación de Ciclón Tropical (TCFA por sus siglas en inglés) antes de empezar a emitir avisos sobre la depresión tropical Veintiséis-W (26W) a inicios del 16 de octubre. A ese tiempo, la depresión se estaba desplazando aproximadamente a 100 kilómetros al sureste de Guam. Luego de ser categorizado, la depresión se desplazó bajo la influencia de una cresta subtropical al norte. Su circulación se consolidó y la actividad tormentosa se organizó, auxiliado por la cálida temperatura superficial del mar y disminución de la cizalladura de viento. A las 06:00 UTC del 16 de octubre, la JMA promovió la depresión a la tormenta tropical Francisco (1327)
Como un ciclón tropical rápidamente consolidado, la tormenta Francisco desarrolló un ojo a finales del 16 de octubre en el centro de la convección, a medida que su frente de ráfaga mejoró y un anticiclón se formó en lo alto Basado en su estructura mejorada, la JMA promovió al Francisco a tormenta tropical severa a las 18:00 UTC del 16 de octubre, y después a tifón a las 06:00 UTC del día siguiente. El Francisco disminuyó su velocidad de desplazamiento a medida que las corrientes, que lo guiaban, se debilitaron, propiciando su giro al norte-noroeste el 17 de octubre debido a una extensión de la cresta subtropical. A finales de ese día, el tifón tenía un ojo bien definido de 28 kilómetros de diámetro a través y rodeado de convección profunda, mientras se encontraba desplazándose sobre el oeste de Guam y de las islas Marianas del Norte. Su desplazamiento aceleró más al noreste, guiada por la intensificante cresta. Con una pared de ojo convectiva bien consolidada, el Francisco continuó intensificándose y la JTWC lo promovió al estatus de supertifón el 18 de octubre. A las 18:00 UTC, la JMA afirmó que el tifón alcanzó su máximo pico de vientos sostenidos en 10 minutos de 195 km/h (120 mph, 105 nudos). El 19 de octubre, la JTWC promovió al Francisco a supertifón de categoría cinco en la escala de Saffir-Simpson, con vientos máximos sostenidos en un minuto de 260 km/h (160 mph, 140 nudos); para ese tiempo, la pared de ojo se contrajo a unos 19 kilómetros de diámetro.

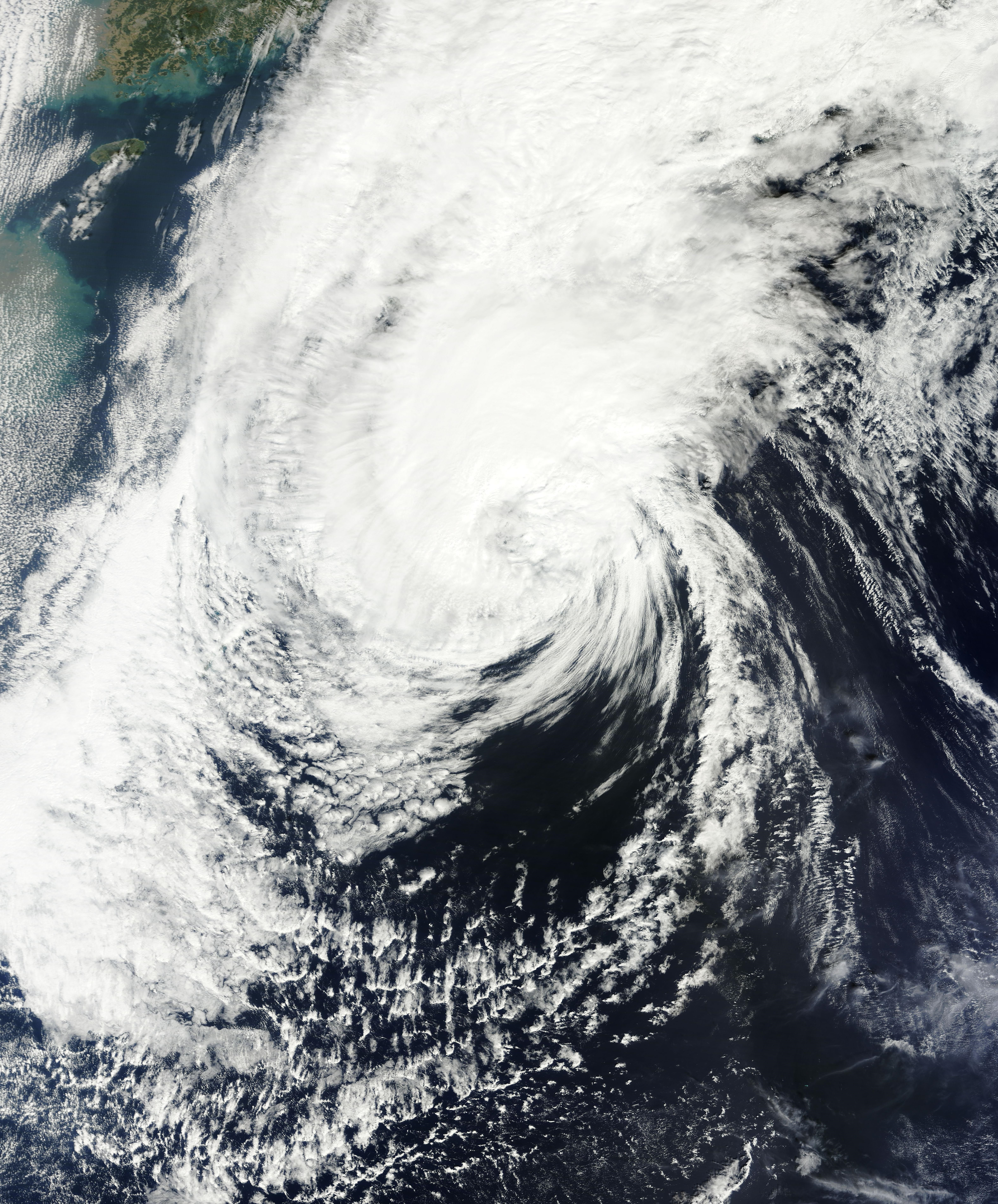
Imagen de satélite que capta al Francisco convirtiéndose en ciclón extratropical al sur de Japón.

Luego de mantener su pico de intensidad por cerca de 36 horas, el Francisco empezó a debilitarse, después que el ojo perdiera definición debido a la constitución de una nueva cizalladura de viento. Para el 21 de octubre, el ojo se rasgó y se llenó de nubosidad mientras que la estructura de tormenta se visualizó elongada en las imágenes de satélite. En aquel día, el tifón entró al área de responsabilidad de la Administración de Servicios Atmosféricos, Geofísicos y Astronómicos de Filipinas (PAGASA por sus siglas en inglés), el cual dio al Francisco el nombre local de Urduja; la agencia cesó la emisión de avisos el 23 de octubre. Las condiciones permanecieron generalmente favorables, permitiendo al ojo a permanecer visible a pesar de la significativa reducción en sus vientos sostenidos.
El aire seco empezó a afectar al ciclón tropical a finales del 22 de octubre, partiendo al flujo de aire húmedo y la temperatura del mar se enfrió paulatinamente a lo largo del trayecto de la tormenta. Como resultado, el ojo se disipó y la convección se debilitó. La aproximación de una vaguada proveniente de la península de Corea debilitó a la cresta al norte, disminuyendo el desplazamiento del tifón y permitiéndolo desplazarse al norte y al noreste durante el 24 de octubre. El Francisco se debilitó por debajo del estatus de tifón luego de pasar a 210 kilómetros al sureste de Okinawa. La tormenta empezó a interactuar con un frente frío mientras pasaba sobre el sur de Japón, moviéndose alrededor de la cresta subtropical. Con el incremento de la cizalladura de viento, la circulación se expuso de la convección y la JTWC dejó de emitir avisos a partir del 25 de octubre, declarando que el Francisco se estaba convirtiendo en extratropical Al día siguiente, el Francisco completó su transición extratropical, pero se disipó el 26 de octubre, al sureste de Japón.

## Preparaciones e impacto
Mientras el Francisco se estaba formando cerca de Guam, la oficina local del Servicio Meteorológico Nacional emitió una vigilancia de tormenta tropical para Guam, Rota, Tinian y Saipán. En Guam, 1.223 personas fueron evacuadas a nueve escuelas sirviendo como refugios de emergencia. Una carrera de campo traviesa fue pospuesta por un día debido a la tormenta. Como un sistema en proceso de intensificación, el Francisco pasó al sur de Guam y las islas Marianas del Norte. Las ráfagas de viento en Guam alcanzaron los 84 km/h (52 mph, 45 nudos) en la Base de la Fuerza Aérea en Andersen, mientras que en Saipán y Rota se reportaron vientos de 63 km/h (39 mph, 34 nudos) y 61 km/h (38 mph, 33 nudos) respectivamente. Las ráfagas de vientos no fueron tan intensas cuando el tifón se aproximó a las islas por segunda vez. El tifón también provocó lluvias torrenciales en Guam, con acumulaciones de 201 milímetros en Inarajan. Los daños en la región totalizaron los $150.000 (2013 USD) y fueron extensamente limitados a árboles caídos. Hubo un apagón en Guam durante la tormenta, pero la Autoridad Eléctrica de Guam fue capaz de restablecer el servicio rápidamente; esto fue debido al primer uso de un programa recién instalado que mostraba exactamente donde los cortes ocurrieron.
Después, mientras se desplazaba cerca de Okinawa, el Francisco trajo ráfagas de viento y lluvias dispersas. La amenaza de la tormenta causó que los organizadores cancelaran un torneo de tenis en Kantō. La llegada de la tormenta también forzó a la compañía japonesa de refinería Nansei Sekiyu KK de suspender algunas operaciones marinas en su sucursal de Okinawa. Después de la tormenta, cerca de 100 militares del ejército estadounidense de la base Kadena en la isla ayudaron a quitar los escombros y la arena de las calles. El mal tiempo provocado por el tifón provocó la cancelación del juego de baloncesto de los Oita Heat Devils. Las ráfagas de vientos del Francisco dejaron a 3.800 hogares sin el suministro de energía eléctrica en la prefectura de Kagoshima. Las precipitaciones torrenciales se registraron por todo Shikoku, con acumulaciones en 58 horas de 680 milímetros en Niyodogawa, Kōchi. En Izu Ōshima, los autoridades oficiales emitieron avisos a todos los 8.365 residentes a evacuar, los primeros en 27 años. Cerca de 1.300 personas estuvieron bajo orden de evacuación obligatoria. Esto ocurrió después que el tifón Wipha provocase un deslave mortífero una semana antes. Las precipitaciones en Izu Ōshima totalizaron los 150 milímetros. A los evacuados se le permitió regresar a sus hogares después que la tormenta se alejó del área.